# Nazzareno Carusi
Nazzareno Carusi (Celano, 9 novembre 1968) è un pianista italiano.

## Biografia
Allievo di Alexis Weissenberg e Viktor Meržánov, studiò anche con Lucia Passaglia e Adriano Vendramelli. Per la sua formazione furono determinanti gli studi classici e gli incontri con Isaac Stern e Innocenzo Colosio. Dotato di un pianismo che Riccardo Muti definì di altissimo valore, Paolo Isotta ne descrisse la visione musicale come una sintesi tra la scuola russa di Ėmil' Gilel's e Svjatoslav Richter e la tradizione tedesca di Claudio Arrau.
Vinse il concorso nazionale a cattedre nei conservatori (1990) e divenne il più giovane ordinario italiano di musica da camera. Ha tenuto concerti in tutto il mondo, spesso con celebri ensemble, solisti e cantanti, dai Solisti del Teatro alla Scala  a Eleonora Buratto, Mischa Maisky e la Camerata dei Berliner Philharmoniker. Nel 2010 fu anche il primo pianista classico a firmare un contratto di esclusiva con la televisione commerciale, conducendo rubriche musicali per Mattino Cinque e TgCom24, duettando col pop e il jazz di Lucio Dalla, Simona Molinari e Fabrizio Bosso e ideando i melologhi "Notturno a Shakespeare" (con Pietrangelo Buttafuoco) e "Discorso a due" (con Vittorio Sgarbi), cui fu assegnato il Premio Lunezia come migliore recital dell'anno (2011).
Nel 2018 un incidente lo costrinse al ritiro dall'attività concertistica  e fu allora Gianni Letta a intuirne la capacità di management culturale.
È presidente del Conservatorio "A. Casella" de L'Aquila, vicepresidente della Fondazione Orchestra Regionale Toscana di Firenze, consigliere di amministrazione e membro del comitato artistico della Filarmonica della Scala. È stato consigliere di amministrazione del Teatro alla Scala e direttore artistico della 57^ edizione del Premio Paganini, che sotto la sua direzione ha registrato il più alto numero di iscritti dalla fondazione nel 1953.
Il 10 febbraio 2021 fu sua l’iniziativa che portò una rappresentanza del mondo dello spettacolo, per la prima volta nella storia della Repubblica italiana, alle consultazioni per la formazione del nuovo governo da parte del Presidente del Consiglio incaricato Mario Draghi.
È fidanzato con la Dr.ssa Erminia Bianchino, PhD in chimica farmaceutica e responsabile del Laboratorio di Nutraceutica del BioGeM, con cui ha avuto un figlio, Leone Paolo (2025). È padre anche di altri tre figli: Francesco (2005), Émilie (2008) ed Elisabetta (2013).

## Discografia
- Johannes Brahms: Sonate per pianoforte e clarinetto (Carusi, Meloni) - Amadeus (2006)
- Notturno - Nazzareno Carusi feat. Cammariere, Bosso, Karine - EMI (2008)
- Modest Musorgskij: Quadri di un'esposizione - Live al Teatro Colon - EMI (2009)
- Domenico Scarlatti: Nove Sonate - Live in Chicago - EMI (2009)
- Wolfgang Amadeus Mozart: Kegelstatt-Trio / Robert Schumann: Romanzen, Märchenerzählungen (Carusi, Meloni, Rossi, Di Rosa) Live al Teatro alla Scala - EMI (2009)
- Camille Saint-Saëns: Sonata in fa maggiore op. 123 per violoncello e pianoforte (Piovano, Carusi) - Eloquentia (2011)
- Petrolio - Nazzareno Carusi feat. Meloni, Di Rosa, Dalla, Molinari, Bosso - Carosello Records (2011)